# A Plague Tale: Requiem
A Plague Tale: Requiem è un videogioco d'avventura e azione stealth sviluppato da Asobo Studio e pubblicato da Focus Entertainment. Sequel di A Plague Tale: Innocence segue i fratelli Amicia e Hugo de Rune cercare una cura per la malattia del sangue di Hugo nella Francia meridionale mentre fuggono dalle guardie dell'Inquisizione e dalle orde di ratti diffusi dalla peste nera. Il gioco è disponibile per Microsoft Windows, Nintendo Switch, PlayStation 5 e Xbox Series X/S dal 18 ottobre 2022.

## Trama
Dopo la loro precedente avventura in Guienna, Amicia e Hugo de Rune hanno cominciato una nuova vita insieme alla madre Beatrice e al giovane alchimista Lucas; il potere della Prima Macula non si è tuttavia spento, e soprattutto quando si vede in pericolo Hugo ha frequenti attacchi in cui scatena orde di ratti. Durante una di queste crisi, Hugo ha la visione di un'isola con due picchi, dove una fenice lo conduce presso un misterioso stagno: dopo averne bevuto l'acqua, Hugo dapprima muore e poi si risveglia completamente guarito dalla Macula. Amicia e gli altri pensano si sia trattato solo di un sogno, mentre Hugo crede che la visione indichi un luogo reale, che potrebbe condurlo alla guarigione.
I quattro si stabiliscono ad Arles in una casa donata loro dall'Ordine di alchimisti cui appartiene Beatrice: nella città risiede il magister Vaudin, un alchimista esperto della Macula. Mentre questi conduce i suoi esperimenti sul bambino, tuttavia, il morbo si risveglia e mette in ginocchio la città: Vaudin dichiara che si tratta dell'ultima fase della malattia, che si concluderà inevitabilmente con la morte di Hugo; lui e Beatrice vorrebbero dunque portarlo a Marsiglia, dove l'Ordine lo assisterà negli ultimi giorni di vita e impedirà che causi morte e distruzione. Amicia rimane sconvolta da quella notizia, ma in un primo momento non vi si oppone: questo causa una crisi senza precedenti in Hugo, durante la quale la città viene distrutta da un'immensa orda di topi. Vaudin rimane ucciso, mentre i quattro riescono a fuggire per il rotto della cuffia.
Sulla strada per Marsiglia, i quattro vengono attaccati dagli uomini di Arnaud, un cavaliere caduto in disgrazia presso il conte di Provenza; approfittando della confusione, Amicia decide di seguire la volontà di Hugo e portarlo all'isola della visione, pertanto i due si separano da Beatrice e Lucas e proseguono il viaggio da soli. Dopo una battaglia contro Arnaud, Amicia rimane gravemente ferita; tuttavia è lo stesso mercenario a salvare i due ragazzi quando scopre i poteri di Hugo, e promette di condurli all'isola del sogno, che egli dice chiamarsi La Cuna, in cambio della protezione dai ratti. Ciò è possibile grazie all'aiuto di Sophia, una gitana che mette a disposizione dei tre la propria nave.
Giunti a La Cuna, Arnaud rivela i suoi veri propositi quando chiede a Hugo di usare i suoi poteri per uccidere il conte di Provenza Victor, a capo del popolo di La Cuna. Sdegnata, Amicia lo tradisce e lo fa arrestare dal conte, il quale, assieme alla moglie Emilie, accoglie i due ragazzi nel loro sontuoso palazzo e li mette sotto la propria protezione. I ragazzi si ricongiungono poi con Sophia, e insieme scoprono che gli autoctoni venerano una divinità pagana chiamata Bambino delle Braci, dei quali i conti sono sacerdoti: gli adepti della setta credono che il Bambino delle Braci tornerà a portare pace e armonia. Amicia sospetta che questo culto possa essere in qualche modo connesso alla Prima Macula.
Indagando insieme a Sophia, Amicia scopre che il "Bambino delle Braci" è in realtà il primo portatore della Macula, un ragazzino di nome Basilius vissuto nel VI secolo; nel santuario a lui dedicato, i tre trovano le prove dell'esistenza della sua protettrice, una fanciulla di nome Aelia, la quale fu imprigionata dopo essersi ribellata all'Ordine. Cercando la cura per Hugo, i tre si dirigono al forte dov'era stata rinchiusa Aelia, presidiato da un gruppo di schiavisti che perpetrano orribili crimini nella speranza di chiamare a sé il Bambino delle Braci e ottenerne i poteri. Spaventato dalle loro malvagità, Hugo risveglia orde immense di ratti che in breve devastano La Cuna; Amicia trova intanto un indizio lasciato da Aelia, che condurrebbe al luogo dove tenevano Basilius.
I tre scoprono un enorme tempio sotterraneo costruito dall'Ordine, dove rinvengono le spoglie di Aelia, giunta in soccorso di Basilius ma uccisa dall'esercito a pochi passi da lui. Nelle profondità del tempio, i tre scoprono anche i resti di Basilius, tenuto incatenato dall'Ordine nel vano tentativo di contenere la Macula; in realtà il bambino, privato del supporto di Aelia, aveva scatenato tutto il suo potere dando così origine alla Peste di Giustiniano e alla Macula stessa. Amicia comprende che il sogno era in realtà un espediente della Macula per attirare Hugo a La Cuna e nelle sue grinfie; infatti un attimo dopo il tempio collassa sotto le orde dei ratti, e i tre riescono a salvarsi per miracolo.
Di ritorno al castello di Victor, Hugo e Amicia ritrovano Lucas e Beatrice. La ragazza spiega a sua madre che, finché Hugo avrà una famiglia che lo ama, la Macula sarà tenuta a bada, e i quattro progettano di tornare in Francia e vivere sereni. In quella, tuttavia, Victor convoca Amicia e tenta di ucciderla, poiché lui ed Emilie credono che Hugo sia il Bambino delle Braci e vogliono privarlo della sua famiglia per accoglierlo nella propria. Ferita gravemente, Amicia riesce a fuggire fino a un anfiteatro dove assiste a un rituale durante il quale Beatrice viene uccisa per mano di Emilie. Sopraggiunge Hugo, che di fronte alla morte di sua madre scatena tutto il suo potere, scagliando orde di ratti contro i soldati e gli stessi conti. Emilie viene divorata, mentre Victor riesce a scappare e giura vendetta; i tre ragazzi si ritrovano da soli nel sottosuolo dell'isola, con Hugo in stato catatonico.
Amicia, Hugo e Lucas liberano Arnaud e riescono a fuggire da La Cuna; la prospettiva di una nuova vita sembra rasserenare Hugo, ma sulla via del ritorno il gruppo viene attaccato dalla nave di Victor. Il conte fa credere a Hugo di aver ucciso Amicia e lo rapisce per portarlo a Marsiglia; giunti sulla costa, Amicia e Arnaud incontrano Victor e ingaggiano con lui e i suoi uomini una lunga battaglia, al termine del quale Arnaud si sacrifica per permettere ad Amicia di uccidere il nemico. Tuttavia, credendo Amicia morta, Hugo cede definitivamente alla Macula e i tre amici giungono in una Marsiglia completamente distrutta: fondendosi con la Macula, Hugo ha creato una nebulosa che oscura il sole e lascia in questo modo proliferare i ratti. Sophia rimane ferita, quindi Lucas e Amicia procedono fino al centro della nebulosa nella speranza di far rinsavire Hugo. All'interno della nebulosa, Amicia viene visitata dallo spirito del fratellino, che la invita a prendere coscienza del fatto che lui non guarirà mai e che l'unico modo per fermare la distruzione da lui causata è ucciderlo; pur con grande dolore, Amicia uccide suo fratello.
Un anno dopo, Amicia è in procinto di partire con Sophia alla ricerca del nuovo Portatore della Macula e della sua Protettrice, per poterli guidare nella loro missione. Prima di partire, Amicia si ferma a pregare sulla tomba di Hugo e gli promette di proteggere a tutti i costi la terra per cui lui si è sacrificato.
In una scena dopo i titoli di coda,nei giorni nostri si intravede la nascita di un bambino in età contemporanea, il quale mostra i segni della Macula sulla pelle.

## Modalità di gioco
La modalità di gioco è in gran parte simile al predecessore, sebbene il sistema di combattimento sia significativamente esteso. Amicia è equipaggiata con armi come un coltello per pugnalare i nemici, una fionda per lanciare pietre e una balestra che le permette di sconfiggere facilmente avversari con l’armatura. I dardi della balestra, vasi e pietre possono essere combinati con misture alchemiche. In aggiunta a Ignifer e Extinguis, per accendere ed estinguere le fiamme rispettivamente, il gioco introduce la pece, che incrementa il raggio delle fonti luminose e può essere utilizzata per incendiare i nemici.
I luoghi sono più ampi in Requiem, dando al giocatore ulteriori opzioni per l’avanzamento. La modalità stealth è ampliata in Requiem. Al contrario di Innocence, Amicia non sopperirà dopo essere colpita una volta dai nemici. Può ritornare nello stato furtività dopo essere stata scoperta dai nemici, e contrastare i loro attacchi se si trova abbastanza vicina a loro. Il fratello di Amicia, Hugo, che ha una connessione con la peste, può utilizzare un’abilità chiamata "Echo" la quale rivela la posizione dei nemici attraverso le pareti. Hugo può anche controllare le orde di ratti per sopraffare gli avversari. Analogamente al primo gioco, i ratti, che sono sensibili alla luce, giocano un ruolo importante nel titolo. Amicia e Hugo devono rimanere nella luce, o verranno divorati dai ratti. Amicia può utilizzare i ratti a proprio vantaggio, manipolandoli per risolvere enigmi, o richiamandoli per uccidere i nemici. La pubblicazione in una nuova generazione di console permette al gioco di renderizzare più di 300 000 ratti in una volta.
Il gioco sfrutta un sistema di progressione nel quale il giocatore sarà ricompensato con abilità e talenti. I giocatori furtivi possono sbloccare abilità che permettono loro di  aggirarsi furtivamente più efficientemente, mentre quelli che preferiscono un approccio più letale sbloccheranno abilità di combattimento. L’attrezzatura e l’equipaggiamento del giocatore può essere migliorato nei banchi di lavoro.

## Sviluppo
Come il predecessore, il gioco è ambientato nella Francia medievale nel XIV secolo. Per assicurarsi l’autenticità dei luoghi, il team ha collaborato con Roxane Chila, storica della storia medievale, e visitato Wikipedia e altri siti web specializzati per informazioni aggiuntive. Hanno anche tratto ispirazione dalle esperienze personali di alcuni membri del gruppo. Il team ha deciso inizialmente che il gioco avrebbe avuto una differente palette di colori comparato al predecessore. Così l’ambientazione del gioco si è spostata dalla tetra e straziata dalla guerra Aquitania alla Provenza, la quale è più pittoresca e vivace. Secondo lo sceneggiatore principale Sébastien Renard, questo ha creato un "contrasto netto tra la realtà oppressiva dell’ambientazione medievale, nella quale sono accaduti eventi terribili e ambienti meravigliosi e inesplorati". Per creare ulteriori opportunità per la risoluzione degli enigmi, il gioco introduce diverse nuovi luoghi inclusi porti e mercati.
A Plague Tale: Requiem è stato annunciato da Asobo Studio and publisher Focus Entertainment durante la conferenza stampa di Microsoft all'E3 2021. Il gioco compete per il Tribeca Games Award ed è stato incluso come selezione ufficiale. Il gioco è stato pubblicato il 18 ottobre 2022 per Microsoft Windows, PlayStation 5 e Xbox Series X e Series S. Una versione cloud è disponibile dal giorno stesso per Nintendo Switch.

## Accoglienza
| Testata                               | Versione | Giudizio |
| ------------------------------------- | -------- | -------- |
| Metacritic (media al 23 ottobre 2022) | PC       | 82/100   |
| Metacritic (media al 23 ottobre 2022) | PS5      | 83/100   |
| Metacritic (media al 23 ottobre 2022) | XSX      | 86/100   |
| Destructoid                           | Tutte    | 8/10     |
| Game Informer                         | Tutte    | 8/10     |
| GameSpot                              | Tutte    | 7/10     |
| GamesRadar+                           | Tutte    | [ 14 ]   |
| IGN                                   | Tutte    | 8/10     |
| Jeuxvideo.com (FRA)                   | XSX      | 18/20    |
| Multiplayer.it (ITA)                  | XSX      | 8.8/10   |
| PCGamesN                              | PC       | 8/10     |
| PC Gamer                              | PC       | 85/100   |

A Plague Tale: Requiem ha ricevuto recensioni "generalmente positive", secondo l'aggregatore di recensioni Metacritic.

### Vendite
Il 4 novembre 2022, Focus Entertainment ha annunciato che il gioco aveva raggiunto oltre un milione di giocatori. Il 21 novembre 2023, il gioco ha superato i tre milioni di utenti.

### Riconoscimenti
- 2022 – Golden Joystick Awards[22]
  - Candidatura per il miglior visual design
- 2022 – The Game Awards[23]
  - Candidatura per il videogioco dell'anno
  - Candidatura per la miglior narrativa
  - Candidatura per la miglior colonna sonora a Olivier Deriviere
  - Candidatura per la miglior interpretazione a Charlotte McBurney
  - Candidatura per il miglior videogioco d'avventura dinamica
- 2023 – British Academy Video Games Awards[24]
  - Candidatura per la miglior direzione artistica
  - Candidatura per il miglior sonoro
  - Candidatura per la miglior colonna sonora
  - Candidatura per la miglior storia
  - Candidatura per la miglior interpretazione da protagonista a Charlotte McBurney (Amicia)

## Spin-off
L'8 giugno 2025, durante l'Xbox Games Showcase, è stato svelato Resonance: A Plague Tale Legacy, uno spin-off con protagonista Sophia, la contrabbandiera e capitano della nave Rascasse. Il gioco sarà reso disponibile per Microsoft Windows, PlayStation 5 e Xbox Series X/S nel 2026.